# South-American Beach Games 2011/Beachhandball
Der Beachhandball-Wettbewerb bei den South-American Beach Games 2011 (spanisch Juegos Suramericanos de Playa 2011; portugiesisch Jogos Sul-Americanos de Praia 2011) waren die zweite Austragung eines Beachhandball-Wettbewerbs im Rahmen der South-American Beach Games. Der Wettbewerb wurde vom 3. bis 6. Dezember des Jahres, also exakt zwei Jahre nach der ersten Austragung, am Strand Playa El Murciélago in Manta, Ecuador von der Organización Deportiva Suramericana (ODESUR) durchgeführt.

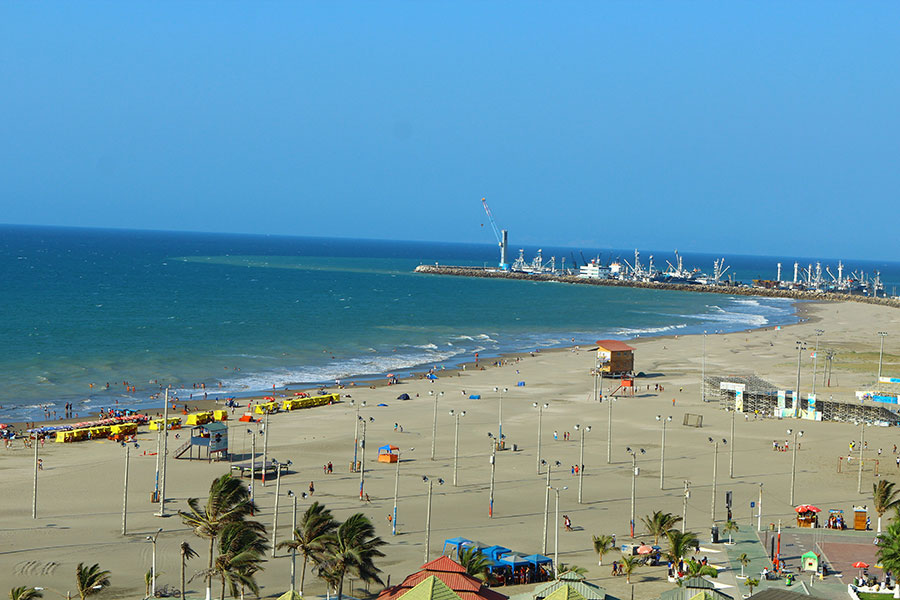
Playa El Murciélago

Ecuador war nach mehr als einem dutzend Jahren, in denen auf dem amerikanischen Doppelkontinent Wettbewerbe für Beachhandball-Nationalmannschaften ausgetragen wurden, das erste Land jenseits von Brasilien und Uruguay, in dem ein solches Turnier durchgeführt wurde. Die teilnehmende Zahl von sieben weiblichen und acht männlichen Nationalmannschaften wurde bislang nur noch 2019 mit neun männlichen Nationalmannschaften übertroffen. Insgesamt waren neun verschiedene Nationen mit mindestens einer Nationalmannschaft bei den Spielen vertreten, womit auch alle Länder Südamerikas, die bis heute je eine Nationalmannschaft im Beachhandball aufstellten, bei diesem Turnier antraten. Ecuador, Kolumbien und Venezuela gaben bei den Frauen ihr internationales Debüt, bei den Männern waren es Kolumbien, Peru und Venezuela. Nicht am Start bei den Männern war die Spitzenmannschaft aus Uruguay.
Wie fast immer bei kontinentalen Wettbewerben in den Amerikas gewannen die Mannschaften aus Brasilien beide Titel. Im Finale standen sie jedoch nicht wie zu dieser Zeit meist üblich den Vertretungen aus Uruguay gegenüber, sondern in beiden Finalen den Teams aus Argentinien. Für die argentinischen Frauen war es der Beginn einer Entwicklung, die innerhalb von etwa zehn Jahren zur Übernahme der Spitze von Brasilien um am Ende des Jahrzehnts und zu Beginn des neuen Jahrzehnts gipfelte.
| Frauen Details | Manta, Ecuador | Brasilien | 2:0 | Argentinien | Paraguay  | 2:0 | Uruguay |
| Männer Details | Manta, Ecuador | Brasilien | 2:0 | Argentinien | Venezuela | 2:1 | Ecuador |

## Platzierungen der Mannschaften
| Nation         | Frauen | Männer |
| -------------- | ------ | ------ |
| Argentinien    | 2      | 2      |
| Brasilien      | 1      | 1      |
| Chile          | –      | 5      |
| Ecuador        | 6      | 4      |
| Kolumbien      | 7      | 7      |
| Paraguay       | 3      | 6      |
| Peru           | –      | 8      |
| Uruguay        | 4      | –      |
| Venezuela      | 5      | 3      |
| Teilnehmerzahl | 7      | 8      |

| Legende | Legende | Legende | Legende              |
| ------- | ------- | ------- | -------------------- |
| 1       | 2       | 3       | Podest-Platzierungen |
| 4       | 4       | 4       | Halbfinalist         |